# Alebrijes de Oaxaca "B"
El Alebrijes de Oaxaca UABJO, llamado de forma oficial Alebrijes de Oaxaca "B", es un equipo de fútbol profesional que participa en la Serie B de México. Fundado en julio de 2013 en Oaxaca de Juárez. El equipo es el primer filial del club Alebrijes de Oaxaca  y disputa sus partidos como local en el Estadio Tecnológico de Oaxaca.

## Historia
Desde su fundación en 2012, el club Alebrijes de Oaxaca mantuvo algunas escuadras afiliadas las cuales estuvieron compitiendo en la Segunda División de México, especialmente bajo los nombres Alebrijes "B", Proyecto Tecamachalco y Colibríes de Malinalco. Además de contar con otro equipo tomando parte de la Tercera División de México.
En 2019 el club cambió de propietarios, por lo que se reformó la idea de contar con escuadras filiales buscando la asociación con otros clubes independientes, por ello durante la temporada 2020-2021 se firmó un convenio con el Club Deportivo Cuautla mediante el cual algunos jugadores del equipo oaxaqueño fueron llevados a préstamo a la escuadra morelense.
En 2021 se recuperó el equipo de Segunda División bajo la identidad de Alebrijes, el cual había dejado de competir en 2015, el 30 de julio se hizo oficial su participación en la Serie B, volviendo a la categoría luego de seis años de ausencia. Tras confirmarse el regreso del equipo se conformó a la escuadra con jugadores que habían militado en el equipo de Tercera División, futbolistas provenientes de las fuerzas básicas de la institución y algunos jugadores procedentes de otros clubes de la Segunda y Tercera División.
Después del regreso a la actividad del equipo, este consiguió llegar a tres finales consecutivas Serie B de México, en los torneos Clausura 2022 y Apertura 2022 los Alebrijes únicamente consiguieron el subcampeonato de la categoría, cayendo ante Aguacateros Club Deportivo Uruapan y Club Calor respectivamente.
En agosto de 2022 el equipo pasó a ser conocido como Alebrijes de Oaxaca UABJO, debido a la firma de un convenio deportivo con la Universidad Autónoma Benito Juárez de Oaxaca, por la cual los Alebrijes se integraron en las estructuras deportivas universitarias. En un principio el nuevo nombre se aplicaría al equipo principal del club, pero posteriormente fue esta escuadra la que integró las siglas de la universidad en su denominación.
En el Clausura 2023 los Alebrijes consiguieron su primer campeonato de la Serie B tras derrotar en la final al T'hó Mayas Fútbol Club de Yucatán con un marcador global de 4-6. Posteriormente el equipo ganó la serie de Campeón de Campeones de la Serie B tras derrotar en penales al Club Calor luego de empatar en el global 4-4.
En junio de 2023 la franquicia de Alebrijes UABJO fue vendida a empresarios de Reynosa, Tamaulipas quienes la utilizaron para conformar al Club de Fútbol Reynosa ocupando la plaza que se había ganado el equipo oaxaqueño en la Serie A de México.

## Palmarés
| Competición nacional               | Títulos       | Subcampeonatos               |
| ---------------------------------- | ------------- | ---------------------------- |
| Segunda Serie B (1/2)              | Clausura 2023 | Clausura 2022, Apertura 2022 |
| Campeón de Campeones Serie B (1/0) | 2022/2023     |                              |

## Temporadas
| Temporada     | División          | Posición          |
| ------------- | ----------------- | ----------------- |
| Apertura 2013 | 4.Segunda LNT     | 12.º Grupo I      |
| Clausura 2014 | 4.Segunda LNT     | 11.º Grupo I      |
| Apertura 2014 | 4.Segunda LNT     | 12.º Grupo I      |
| Clausura 2015 | 4.Segunda LNT     | 12.º Grupo I      |
| Apertura 2021 | 4.Segunda Serie B | 2.º (Semifinales) |
| Clausura 2022 | 4.Segunda Serie B | 2.º (Final)       |
| Apertura 2022 | 4.Segunda Serie B | 2.º (Final)       |
| Clausura 2023 | 4.Segunda Serie B | 4.º (Campeón )    |